# Fromagerie l'Ermitage
 (juin 2023).
Si vous disposez d'ouvrages ou d'articles de référence ou si vous connaissez des sites web de qualité traitant du thème abordé ici, merci de compléter l'article en donnant les références utiles à sa vérifiabilité et en les liant à la section « Notes et références ».
En pratique : Quelles sources sont attendues ? Comment ajouter mes sources ?
La fromagerie l'Ermitage est née de la coopération agricole de producteurs laitiers de la plaine des Vosges implantée à Bulgnéville à proximité de Neufchâteau et Vittel, dans le département des Vosges.
La coopérative Ermitage compte 664 salariés et 400 coopérateurs et 390 millions de chiffre d'affaires en 2018,, la seconde du département des Vosges par son chiffre d'affaires.
En 2024, des videos d’élevage des vaches sont diffusées sur internet. Les bovins y sont maltraitées, frappées, et vivant dans leurs excréments. Des plaintes ont été déposées.

## Production
Elle produit une large gamme de fromages différents : munster, comté, brie, tartiflette, Mont d'Or, Morbier, raclette, Langres, Emmental, fromage pour fondue, fromage à pâte dure, fromage maigre et aussi le brouère, un fromage original.

## Histoire
Son nom actuel est : Union Laitière Vitteloise Fromagerie de l'Ermitage.
En 1964, la société Ftrecal est créée pour élargir la gamme des produits diffusés. Elle est devenue un des plus importants grossistes de France en fromage.[réf. nécessaire]
À partir du 1 janvier 2020 L'Ermitage ne produira plus que des fromages avec du lait sans OGM.
Ftrecal est la filiale de production et de commercialisation de fromages située à Bulgneville (Vosges).